# International Headache Society
L International Headache Society (IHS) letteralmente  società internazionale delle cefalee è un'organizzazione nata con lo scopo di riunire tutti i professionisti che lavorano nel campo delle cefalee

## Storia
La società fu fondata nel 1981, in pochi anni i membri diventarono più di 1.000, venne poi incorporata nel 1994 con un'altra società.

## Mezzi di diffusione
Possono contare su congressi e sulla rivista ufficiale denominata Cephalalgia.

## La classificazione delle cefalee
Grazie alla commissione nominata dall'organizzazione nel 1985 riuscirono a stilare una classificazione delle cefalee presa in considerazione da tutto il mondo, compresa l'Organizzazione mondiale della sanità (OMS), In seguito venne semplificata nella classificazione internazionale delle malattie e dei problemi relativi alla salute (IC-10).